# Pehr Lovén
Pehr Lovén, född Månsson den 25 december 1718 i Loshult, död den 12 april 1785 i Räng, var kyrkoherde i Rängs och Stora Hammars socknar 1753–1785. Han är mest känd för sin avhandling om Göinge, "De Gothungia", och som stamfar till släkten Lovén.

## Biografi
Lovén föddes i en bondesläkt som sedan åtminstone 1500-talet verkat i Loshults socken, vid gränsen mellan Skåne och Småland. Fadern var arrendator på Loshults prästgård och farfadern bonde och köpman på gården Killeboda i samma socken.

### Studier och avhandling
Lovén inskrevs 1728 i Kristianstads skola under namnet Petrus Lowenius och blev student vid Lunds universitet 1736, där han ändrade namnet till Pehr Lovén. 1745 presenterade han sin avhandling "De Gothungia", som beskrev hans hembygd Göinge. Den har uppmärksammats, även under 1900-talet, åtminstone i Skåne, som den första topografiska och historiska beskrivningen av Göingebygden. På grund av detta gavs avhandlingen ut i nytryck 1961 av Martin P:son Nilsson där den latinska texten översatts till svenska.

### Kyrkoherde i Räng och Stora Hammars pastorat
Lovén gifte sig 1754 med Hedvig Susanna Wankif (1730-1791), och verkade som kyrkoherde i pastoratet Räng och Stora Hammar i Malmöhus län från 1753 till sin död 1785. Tjänsten övertog han från sin svärfar Petrus Wankif, som innehaft tjänsten åren 1728-1752. En av Pehrs söner och en av hans sonsöner skulle fortsatte Pehrs värv som kyrkoherde. Sonen Pehr Magnus Lovén (1755-1832) övertog sin fars tjänst som kyrkoherde för pastoratet åren 1786-1832 och sonsonen Nils Lovén, känd som Nicolovius (1796-1858) var kyrkoherde i Äspö och Östra Klagstorps pastorat.